# Турково (Росія)
Ту́рково (рос. Турково) — присілок у складі Лузького району Кіровської області, Росія. Входить до складу Лузького міського поселення.
Населення становить 11 осіб (2010, 19 у 2002).
Національний склад станом на 2002 рік — росіяни 100 %.